# Rubano
Rubano es una localidad y comune italiana de la provincia de Padua, región de Véneto, con 15.043 habitantes.

## Evolución demográfica
| Gráfica de evolución demográfica de Rubano entre 1861 y 2011 |
|                                                              |
| Fuente ISTAT - elaboración gráfica de Wikipedia              |